# Çò des de Gercho
Çò des de Gercho és una casa situada al poble de Tredòs, del municipi de Naut Aran (Vall d'Aran) inclosa en l'Inventari del Patrimoni Arquitectònic de Catalunya.

## Descripció
És una casa de Secció rectangular, amb la façana principal orientada a Llevant,precedida d'un pati que compta amb un "cubèrt". Edifici de dos pisos i "humarau" definits per les obertures de l'exterior. La coberta presenta una estructura d'encavallades de fusta i llosat de pissarra,de dos vessants amb "tresaigües" en els "penalèrs" que contenen sengles xemeneies.En la pala de migdia emergeixen llucanes i, en un segon nivell les tradicionals "boques de lop".
Semblantment en aquesta mateixa façana, paral·lela a la "capièra", es concentren bona part de les obertures.En la planta baixa sobresurt un "horn de pan" de secció quadrangular (2,60 x 2,08m) resolt amb grans carreus de granit en les cantonades i arrebossat com la resta.Damunt de la volta de pedra, dues bigues de fusta a cada extrem sostenen quatre fustes travesseres avui recobertes de fibrociment. La sortida de fums de "pastador" comunica amb una de les "humenèges" esmentades. La seva capacitat és de més o menys quinze coques.